# Magdalenasmaragd
Magdalenasmaragd (Chlorostilbon gibsoni) är en fågel i familjen kolibrier.

## Utseende
Magdalenasmaragden är en liten kolibri. Hanen är helt smaragdgrön med mestadels rött på nedre näbbhalvan (därav det engelska namnet Red-billed Emerald), men detta kan vara svårt att se. Honan ser annorlunda ut, med ljust gråvit undersida och ett vitt streck bakom ögat. Båda könen har en mycket mörk stjärt.

## Utbredning och systematik
Magdalenasmaragd delas in i tre underarter:
- C. g. gibsoni - förekommer i Colombia (övre Magdalenadalen)
- C. g. chrysogaster - förekommer i lågland i norra Colombia (från Cartagena till Santa Marta)
- C. g. nitens - förekommer i kustnära områden i det allra nordöstligaste Colombia och i nordvästra Venezuela

## Levnadssätt
Magdalenasmaragden hittas i torrt skogslandskap och buskmarker. Där ses den enstaka födosökande på blommor.

## Status och hot
Arten har ett stort utbredningsområde, men tros minska i antal, dock inte tillräckligt kraftigt för att den ska betraktas som hotad. Internationella naturvårdsunionen IUCN listar arten som livskraftig (LC).

## Namn
Fågelns vetenskapliga artnamn hedrar John Gibson (1815-1875), en engelsk hortikulturalist som studerade vid Loddiges orkidéplantskolor.